# Madonna Durán
La Madonna Durán (conosciuta anche come Vergine Maria in rosso, Madonna col Bambino all'interno della nicchia o Madonna in trono) è un dipinto del pittore fiamingo Rogier van der Weyden realizzato circa nel 1435-1438 e conservato nel Museo del Prado di Madrid in Spagna. 

## Storia
Il dipinto deriva dalla Madonna di Ince Hall di Jan van Eyck e fu molto imitato in seguito. Ora al Prado raffigura una Madonna col Bambino seduta e serena vestito con una lunga e fluente veste rossa foderata di filo color oro. Culla il Bambino Gesù che le siede in grembo, sfogliando giocosamente all'indietro un libro sacro o un manoscritto su cui si posano gli sguardi di entrambe le figure. Ma a differenza del precedente trattamento di van Eyck, van der Weyden non solo posiziona la sua Vergine col Bambino in un'abside o nicchia gotica come aveva le sue due prime madonne (Dittico con la Madonna col Bambino e santa Caterina e Madonna col Bambino in una nicchia) ma le colloca anche su un piedistallo sporgente, sottolineando così ulteriormente la loro impressione scultorea. 
Cristo appare molto più antico che nella maggior parte dei dipinti contemporanei di questo tipo. È tutt'altro che un bambino ed è reso molto realistico e fisicamente. Viene mostrato come un bambino piccolo, senza la morbidezza delle solite raffigurazioni quattrocentesche della Madonna col Bambino. Il dipinto è caratterizzato dall'aspetto scultoreo che van der Weyden spesso prediligeva e per la sua somiglianza nella colorazione con la sua Deposizione e Trittico di Miraflores. 
Il dipinto fu acquistato nel 1899 dal palazzo dell'Infante Don Luis di Boadilla del Monte da Pedro Fernández Durán, da cui adottò il nome con cui è conosciuto. Nel 1930 fu lasciato in eredità da questo collezionista al Museo del Prado, dove è conservato oggi.

## Descrizione
Maria è raffigurata con una lunga veste rossa con cappuccio e copricapo bianco, con il Bambino Gesù in una camicia bianca seduto in grembo. Sfoglia incuriosito e accartoccia le pagine di un libro appollaiato sulle ginocchia di sua madre. Il libro è posto proprio al centro del pannello, a simboleggiare la centralità della Parola divina nella fede cristiana. Secondo il Prado, il libro stesso rappresenta un'allusione alle "Sacre Scritture che annunciano la missione redentrice di Cristo". Un angelo in abito grigio scuro si libra sopra la testa di Maria, tenendo una corona tempestata di perle destinata a lei al momento della sua assunzione a Maria Regina. La lunga veste di Maria volteggia nello spazio pittorico, oscurando il suo trono e cadendo infine al sostegno dei suoi piedi. Sono incorniciati da una nicchia o un'abside scolpita con trafori gotici simili a quelli trovati nella Deposizione di van der Weyden. Gli archi curvi della nicchia riecheggiano le linee della sua figura mentre si piega protettivamente sul bambino. Queste linee curve e i colori caldi conferiscono all'opera il suo senso di armonia interna.   

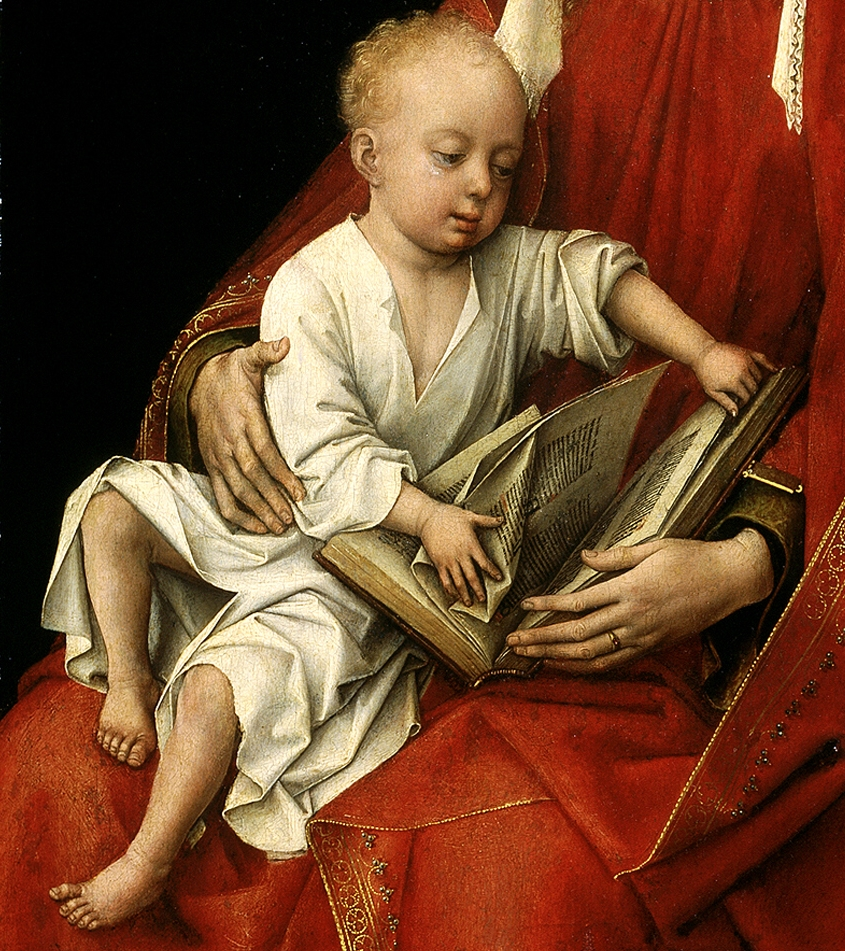
Particolare raffigurante il Bambino irrequieto che sfoglia le pergamene del libro sacro

L'analisi storico-artistica tra l'inizio e la metà del XX secolo ha posto poca enfasi sull'età avanzata di Cristo per un'opera "Vergine con bambino" di questo periodo. Né sottolineava il significato del manoscritto o il modo rude in cui Cristo sembra sfogliarlo energicamente. Più recentemente, storici dell'arte come Alfred Acres hanno messo in dubbio il significato della libertà di movimento e della rappresentazione naturalistica del bambino in un'opera così deliberatamente elegante e equilibrata, specialmente nel lavoro di un pittore così consapevole di sé e compositivo come van der Weyden. Acres ritiene che il libro sia centrale per la comprensione del dipinto e ne rileva la perfetta centralità nel pannello; è il fulcro degli sguardi e delle mani di entrambe le figure, e Cristo apparentemente sta sfogliando all'indietro attraverso le pagine, verso l'inizio. Mentre la mano destra di Cristo tiene un certo numero di pergamene accartocciate insieme e non vi presta attenzione, la sua mano sinistra più attenta sta per aprire l'angolo inferiore sinistro della pagina aperta. Se si presume ragionevolmente che il libro tenuto aperto in grembo a Mary sia rivolto verso di lei, sembra che il bambino stia sfogliando le pagine all'indietro. Sebbene i libri sacri fossero spesso inclusi nelle raffigurazioni settentrionali della Vergine del XV secolo, erano solitamente associati all'idea della Vergine come rappresentazione di apprendimento o saggezza; in nessun'altra pittura contemporanea sono travolti con tale energia inquieta, per non parlare di essere travolti da un capo all'altro Acri suggerisce che il Bambino Cristo stia tornando indietro verso Genesi: 3 che descrive la caduta dell'uomo, citando altre tre opere in cui van der Weyden articola in modo simile il tema della redenzione, tra cui la tavola della Madonna in piedi nel Kunsthistorisches Museum dove la Madonna è affiancata dalle figure di Adamo ed Eva. 

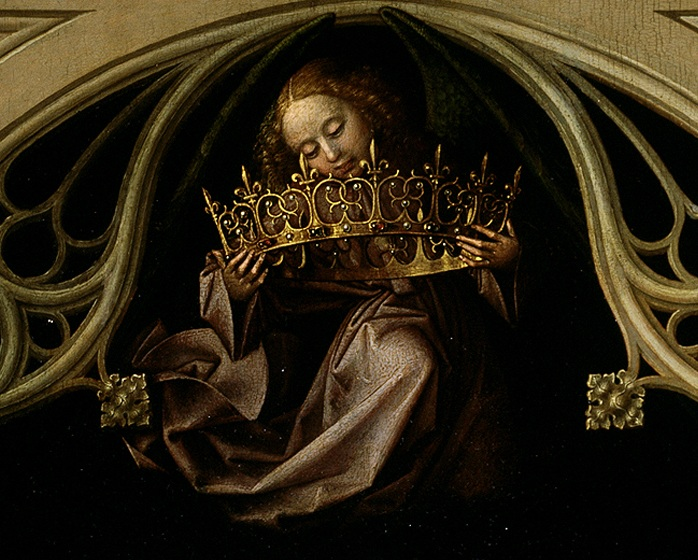
Particolare che mostra l'angelo alato scuro in bilico sotto la nicchia che regge la corona sopra la testa di Maria

La storico d'arte Lorne Campbell ritiene che il dipinto sia stato influenzato dalla Madonna col Bambino di Francoforte di Robert Campin sia per l'ideale di bellezza femminile che presenta sia per il suo uso elegante di lunghi drappeggi piegati. Campbell osserva che entrambe le opere sono composte da forti linee diagonali, con le figure principali spinte al centro in primo piano, in modo quasi trompe-l'œil. La Madonna Durán è spesso paragonata al Trittico di Miraflores di van der Weyden, sia per la colorazione dell'abito di Maria, sia per un aspetto scultoreo simile ai rilievi mostrati nel trittico precedente. Inoltre, il disegno della testa di Maria è sorprendentemente simile a quello della Madonna gentile e idealizzata nel suo Dittico Froimont (dopo il 1460), ora al Musée des Beaux-Arts. A causa di queste forti somiglianze, l'attribuzione a van der Weyden non è messa in dubbio, anche se è noto che l'opera è stata spesso copiata in Spagna dopo essere stata trasferita lì nel XVI secolo.
La sopraverniciatura nera dietro la Vergine è stata probabilmente aggiunta su richiesta di un venditore successivo del XVIII secolo, molto probabilmente nel tentativo di modellare il pezzo come un'opera di genere e minimizzare il suo tema religioso. La ricerca aiutata dai raggi X è stata inconcludente e non ha trovato dettagli o disegni perduti sotto gli spessi strati di vernice.

### Dispositivi illusori
Van der Weyden raffigurava spesso figure realistiche e voluminose ambientate in spazi scultorei poco profondi, in cui sembravano anguste e più grandi della scala. Lo spazio occupato dalle figure è indefinito e localizzato in modo ambiguo. Maria e il bambino sono sorretti da una mensola sporgente , la cui tridimensionalità dà l'impressione disorientante che le figure facciano parte di un rilievo in un'opera d'arte molto più ampia. Ciò conferisce all'opera una prospettiva vertiginosa e dislocata; il suo senso unico dello spazio e della collocazione.
Il dipinto è un primo esempio dell'abitudine di van der Weyden di rendere le sue figure con l'aspetto di sculture policrome, un effetto qui accentuato dallo sfondo neutro. La tendenza di Van der Weyden a offuscare il confine tra scultura e pittura in modo illusionistico può essere vista in modo più efficace nella sua Deposizione. Lo storico dell'arte Robert Nosow nota l'aspetto architettonico della cornice gotica e il modo in cui le linee della Vergine e del bambino le fanno sembrare come se le statue prendessero vita. La storica dell'arte Shirley Neilsen Blum scrive che i falsi elementi scultorei "costringono lo spettatore a confrontarsi continuamente con la presenza apparentemente reale di due media, scultura e pittura. Rogier sfida la logica e quindi migliora la qualità magica dell'immagine. Divinità è sottolineato perché ha trasceso la definizione dei media".